# Savorgnan de Brazza (1931)
Savorgnan de Brazza bylo koloniální avízo třídy Bougainville francouzského námořnictva. Jméno loď dostala na počest francouzsko-italského cestovatele a kolonizátora Pierra Savorgnan de Brazza. Ve službě byla v letech 1933–1957. V období druhé světové války sloužila v námořních silách Svobodné Francie a zúčastnila se bitvy o Gabon, ve které potopila Bougainville, avízo stejné třídy, bojující v řadách námořnictva Vichistické Francie.